# Ребург-Локкум
Ребург-Локкум (нем. Rehburg-Loccum) — город в Германии, в земле Нижняя Саксония.
Входит в состав района Ниэнбург-на-Везере. Население составляет 10 384 человека (на 31 декабря 2010 года). Занимает площадь 99,99 км². Официальный код — 03 2 56 025.
Город подразделяется на 5 городских районов.
| Год  | Население |
| ---- | --------- |
| 1990 | 9 765     |
| 1995 | 10 488    |
| 2000 | 11 026    |
| 2005 | 10 968    |
| 2010 | 10 446    |